# Ina Beyermann
Ina Beyermann (Leverkusen, 11 aprile 1965) è un'ex nuotatrice tedesca occidentale.

## Carriera
Fortemente specializzata nella farfalla, annovera nel proprio palmarès una medaglia d'argento e una di bronzo ai Giochi Olimpici, entrambe nell'edizione di Los Angeles 1984.

## Palmarès
- Giochi olimpici estivi

Los Angeles 1984: argento nella 4x100m misti e bronzo nei 200m farfalla.